# Polygala spinescens
Polygala spinescens är en jungfrulinsväxtart som beskrevs av John Gillies. Polygala spinescens ingår i släktet jungfrulinssläktet, och familjen jungfrulinsväxter. Inga underarter finns listade i Catalogue of Life.